# 高雄市立那瑪夏國民中學
高雄市立那瑪夏國民中學，簡稱那瑪夏國中，位於高雄市那瑪夏區，為該區唯一一所國民中學。學生主要為布農族、卡那卡那富族及拉阿魯哇族，少數為排灣族、漢族等族群。

## 沿革[1]
- 1904年（明治37年）9月27日，「蚊仔只蕃童教育所」開始授課。[2]
- 1923年9月，成立高雄州瑪雅圳教育所。
- 1945年10月，隨台灣光復後更名為高雄縣瑪雅鄉瑪雅圳教育所。
- 1951年9月，校名更改為高雄縣瑪雅鄉民權國民學校，並在民族、民生設立分班。隨鄉名變更而改名為高雄縣三民鄉民權國民學校。
- 1957年9月，改制為高雄縣三民鄉民權國民小學（今高雄市那瑪夏區民權國民小學）。
- 1968年9月，因村落遷移而隨村遷至現址。
- 1996年10月，增設國中部，並改名為高雄縣立三民國民中小學。
- 1997年9月，國中部遷至現址。
- 2005年8月，國中小學分制，改名高雄縣立三民國民中學。
- 2008年1月1日，三民鄉更名為那瑪夏鄉，但校名並無隨之更動。
- 2010年12月25日隨高雄縣市合併而更名，因與高雄市三民區的高雄市立三民國民中學撞名，因此暫改名為「高雄市立那瑪夏三民國民中學」，並展開校名徵選及公投的程序。
- 2011年4月20日，校名更改為「高雄市立那瑪夏國民中學」。

## 歷任校長
| 姓名   | 任職時間            | 備註 |
| ------ | ------------------- | ---- |
| 許吉堆 | 1996年8月~1998年7月 |      |
| 林隆昌 | 1998年8月~1999年1月 |      |
| 林隆昌 | 1999年8月~2000年1月 | 兼任 |
| 蘇恭敏 | 2000年2月~2003年7月 |      |
| 周秀櫻 | 2003年8月~2005年7月 |      |
| 梁進雄 | 2005年8月~2009年7月 |      |
| 王世哲 | 2009年8月~2012年7月 |      |
| 吳峻毅 | 2012年8月~2016年7月 |      |
| 洪自強 | 2016年8月~2022年7月 |      |
| 楊振明 | 現任                |      |